# Helipuerto Stroganov
Pequeño helipuerto utilizado por la compañía Komiaviatrans como base de operaciones para trabajos en la zona.
Se encuentra situado a unos 135 km al norte de Usinsk, en la carretera Usinsk-Jaryaga.